# Lago di Düden
Il lago di Düden, noto anche come lago di Kulu, (in turco: Düden Gölü o Kulu Gölü), è un lago di acqua salmastra tettonico endoreico situato nella provincia di Konya, in Turchia. Il lago di Düden si trova a nord-ovest del lago salato e 5 km a est della città di Kulu nella provincia di Konya ad un'altitudine di 950 m. Si tratta di un lago di acqua salata poco profondo che copre un'area di 860 ettari. Il lago è alimentato principalmente dal torrente Kulu, conosciuto anche come torrente Değirmenözü,  a ovest. Lo specchio d'acqua non ha sbocco. Le acque sorgive attorno al lago contribuiscono anche all'alimentazione del lago. All'interno del lago ci sono nove isolette. A sud del lago di Düden c'è un laghetto d'acqua dolce chiamato "lago piccolo" (turco: Küçük Göl) circondato da fitti canneti. Mentre le anatre generalmente incubano le uova nel lago piccolo a sud, le colonie di gabbiani e di sterne comuni preferiscono le isole. Il lago di Düden, il lago piccolo, le zone umide e le steppe circostanti sono state dichiarati area protetta nel 1992.

## Flora
La maggior parte dei nove isolotti sono coperti da erba nella stagione primaverile. Il lago è circondato da campi di grano coltivati in aridocoltura e da steppa nuda. A nord in alcuni luoghi ci sono marcite usate per il pascolo del bestiame.

## Fauna
Il lago di Düden costituisce l'habitat di circa 40.000 trampolieri di oltre 170 specie durante i periodi della riproduzione e migrazione. L'area ospita razze estive come l'anatra marmorizzata, la moretta tabaccata, il gobbo rugginoso, le avocette, il corriere di Leschenault, il gabbiano corallino e la sterna zampenere. Prima e dopo i periodi riproduttivi, si osserva un gran numero di limicoli, tra cui lo svasso piccolo, la casarca, il gobbo rugginoso, il cavaliere d'Italia, le avocette e il piviere nevoso. Nel periodo invernale, il lago si ghiaccia: tuttavia, l'oca lombardella maggiore può essere osservata in gran numero in inverno. Altre specie che si riproducono nel lago sono la spatola bianca, le glareole, il gabbiano roseo e il gabbiano comune. Il Lago di Düden è un importante habitat riproduttivo in Turchia per il gobbo rugginoso, specie minacciata a livello globale. Ultimamente, colonie di fenicotteri si sono stanziate sul lago. Il lago è un sito popolare per i birdwatcher di Ankara.

## Minacce ambientali
L'abbassamento del livello dell'acqua nel lago è la minaccia più importante per il lago stesso. Il consumo eccessivo di acque sotterranee e superficiali nel bacino chiuso di Konya ha iniziato a interessare il lago di Düden. Nonostante l'intensa nevicata del 2006, il lago si è quasi completamente prosciugato. Come risultato dell'abbassamento del livello dell'acqua, le isole si sono collegate tra di loro e l'incubazione degli uccelli si è fermata. Nel passato le acque reflue non trattate del distretto di Kulu erano sversate nel torrente Kulu, che alimenta il lago. I piani del comune di Kulu per costruire strade per e intorno al lago e per reimboschire l'ambiente lacustre rappresentano una minaccia per gli uccelli nidificanti. Un altro problema importante è il bracconaggio. Nel 2010, l'amministrazione distrettuale ha intrapreso misure per salvare lo specchio d'acqua costruendo un impianto di trattamento delle acque reflue e prevenendo la captazione illegale di acqua dal torrente.